# Bundesstraße 251
Die Bundesstraße 251 (Abkürzung: B 251) ist eine etwa 95 km lange, deutsche Bundesstraße. Sie führt von Brilon in Nordrhein-Westfalen nach Hessen und dort zum Beispiel durch Willingen und Korbach nach Kassel.

## Verlauf
Die B 251 beginnt auf der Briloner Hochfläche etwa 2,4 km nordöstlich vom Zentrum der Kernstadt des im nordrhein-westfälischen Hochsauerlandkreis gelegenen Brilon. Sie zweigt wenige Meter südlich des Egger-Werks und unmittelbar nordöstlich der Baumgruppe Vier Linden am Kreisverkehr Egger von der dort in West-Ost-Richtung verlaufenden B 7 auf etwa 415 m ü. NHN in Richtung Süden ab.
Anfangs führt die B 251 leicht bergauf bis auf etwas mehr als 500 m Höhe und danach vorbei an Gudenhagen-Petersborn, die Almetalbahn unterquerend, hinab ins Tal des Diemel-Zuflusses Hoppecke, in dem sie flussaufwärts durch Brilon-Wald (446,5 m) verläuft. Dort wechselt sie – nach Überbrücken der Oberen Ruhrtalbahn (am Ostnordostportal des Elleringhauser Tunnels) und der Bahnstrecke Wega–Brilon Wald (im mal dies- und mal jenseits entlang der Straße führenden Abschnitt Korbach–Brilon Wald „Uplandbahn“ genannt) – von der westlichen auf die östliche Flussseite. Ab der Hoppeckebrücke verläuft sie im Naturpark Diemelsee.
Jenseits der hessischen Grenze führt die B 251 im Landkreis Waldeck-Frankenberg innerhalb des Uplands weiter durch den Naturpark Diemelsee und darin durch den an den Diemel-Zuflüssen Hoppecke und Itter liegenden Kernort von Willingen (550 m). Dort erreicht sie nahe dem Bahnhof 548,1 m Höhe und unterquert nahe dem Ortsausgang mit der Itter die Uplandbahn unter dem Willinger Viadukt. Danach führt die Straße nordöstlich an dessen Ortsteil Stryck (592 m) vorbei, der auch an der Itter liegt. Hiernach erreicht sie mit 639,5 m ihre größte Höhe über Normalhöhennull (NHN). Fortan verläuft die Straße ostwärts durch das an der Diemel gelegene und von der Straße überquerte Usseln (611 m), wobei sie die Uplandbahn vor dem Dorf über- und danach unterquert. Dann führt sie entlang der Neerdar durch die Willinger Dörfer Neerdar (ca. 470 m) und Bömighausen (ca. 450 m).
Etwas weiter östlich verläuft die B 251 durch die Korbacher Dörfer Rhena (440 m), das am von ihr überquerten Neerdar-Zufluss Rhena liegt, und Lelbach (425 m). Nach dortigem Verlassen des Naturparks Diemelsee sowie nach Überqueren des Itter-Zuflusses Kuhbach, der Bahnstrecke Warburg–Sarnau und der Uplandbahn führt sie auf der Waldecker Tafel – zusammen mit der B 252 als Umfahrungsstraße angelegt – nördlich und östlich an der Kernstadt von Korbach (384 m) vorbei.
Von der B 252 abzweigend verläuft die B 251 jenseits von Korbach – nach Überqueren des Ederseebahn-Radwegs (früher Ederseebahn) – durch das Korbacher Dorf Meineringhausen (323 m) und danach kurvenreich durch das Bachtal der von ihr überquerten Werbe, einem Zufluss des etwa 5,5 km südöstlich dieser Bachüberquerung gelegenen Edersees.
Nach Unterqueren des Ederseebahn-Radwegs und nördlichem Passieren von Sachsenhausen (369 m), einem Stadtteil von Waldeck, verläuft die B 251 in Gipfelnähe über den Südhang der Erhebung Stirn (475 m). Dann führt sie auf maximal rund 460 m Höhe nordostwärts im Langen Wald zum und durch den dörflichen Waldecker Stadtteil Freienhagen (ca. 400 m), das in Quellnähe an der Watter liegt. Nach Überqueren dieses südlichen Twiste-Zuflusses führt sie ein Stück entlang dem Georgengraben (Kleinzufluss der zur Eder strebenden Elbe) vorbei am Schloss Höhnscheid (ca. 360 m) und erreicht den Naturpark Habichtswald. Dort verläuft sie durch den nördlich des Weidelsbergs (492,3 m; Ort der Ruine Weidelsburg) gelegenen dörflichen Wolfhagener Stadtteil Ippinghausen (ca. 320 m), in dem sie die Elbe zweimal überquert. Etwas weiter nordöstlich passiert sie die knapp 450 m nördlich der Straße liegenden Rauen Steine (366,4 m), um danach – jenseits des Langen Waldes – in der Isthaebene durch das Wolfhagener Dorf Bründersen (ca. 310 m) und über den Erpe-Zufluss Mühlenwasser zu führen.
Anschließend führt die B 251 südlich des wuchtigen Isthabergs (523,1 m) als Umfahrungsstraße südlich um das Wolfhagener Dorf Istha (333 m) herum und dann als solche nördlich vorbei am dörflichen Zierenberger Stadtteil Oelshausen (335 m), das am von der Straße überquerten Twiste-Zufluss Erpe liegt. Danach unterquert sie im Habichtswälder Bergland – nach Passieren des am Burghasunger Berg (479,7 m) gelegenen Zierenberger Dorfs Burghasungen (ca. 410 m) – wenige Meter nach einer auf 388 m Höhe liegenden Straßenstelle die Bundesautobahn 44 bei der Anschlussstelle Zierenberg. Kurz darauf führt die Straße durch die Habichtswalder Dörfer Ehlen (ca. 330 m), das am von ihr überquerten Diemel-Zufluss Warme liegt, und Dörnberg (ca. 350 m), das sich südlich des Hohen Dörnbergs (578,7 m) am in der Ortschaft von der Straße überquerten Laubach (Unterlauf: Lubach) befindet; fortan heißt die Straße bis zu ihrem Endpunkt Wolfhager Straße.
Hiernach führt die B 251 durch den Dörnbergpass, einer Untereinheit des Naturraums Dörnberg und Schreckenberge, und erreicht in einer Kurve (393,8 m) bei einem Schotterwerk den Nordostteil des Hohen Habichtswaldes. Darin verläuft sie – nach einer Spitzkehre in einer weiteren engen Kurve den Fulda-Zufluss Ahne überbrückend (336,5 m) – kurvenreich durch bewaldete Gebiete von Harleshausen, dem nordwestlichsten Stadtteil der Großstadt Kassel. Nach Kreuzen der Rasenallee (291,6 m), Verlassen des Naturparks Habichtswald und Überbrücken des Ahne-Zuflusses Geilebach führt sie durch bebaute Gebiete Harleshausens und dort auf einer Brücke (201 m) beim Bahnhof Harleshausen über den Abschnitt Harleshäuser Kurve der Bahnstrecke Kassel–Warburg. Danach verläuft die Straße durch den Nordostzipfel des Stadtteils Kirchditmold. Anschließend unterquert sie – wenige Meter oberhalb einer auf 172,2 m Höhe liegenden Straßenstelle – viele Eisenbahnbrücken (Drei Brücken), auf denen Teile des Kasseler DB-Rangierbahnhofs liegen und über die unter anderem die Schnellfahrstrecke Hannover–Kassel–Würzburg verläuft.
Es folgt der Kasseler Stadtteil Rothenditmold, den die B 251 nach der letzten von zwei Überquerungen des Döllbachs (im Oberlauf Geilebach genannt) auf der Brücke über der Mombachstraße mit dortigem Überqueren der Gleisanbindung des Unterstadtbahnhofs verlässt. Etwa 1000 Straßenmeter ostsüdöstlich davon endet die Straße auf der Grenze der Stadtteile Nord-Holland und Wesertor gegenüber der Universität Kassel am Holländischen Platz (146,9 m); auf dortiger Kreuzung treffen in Innenstadtnähe (Stadtteil Mitte) die Wolfhager Straße (B 251), die Holländische Straße (B 7 und B 83), die Kurt-Wolters-Straße (B 7 und B 83) und die Untere Königsstraße aufeinander.
Vom Ende der B 251 (Holländischer Platz) führen – ineinander übergehend – die Kurt-Wolters-Straße sowie die Schützen- (B 7 und B 83) und Scharnhorststraße, welche die Fulda auf der Hafenbrücke überquert, zur Kreuzung am ehemaligen Kleinen Kreisel. Hieran anschließend verläuft die vierspurige Dresdener Straße (L 3237) nach Osten zur zwischen Kassel-Bettenhausen und Niestetal-Heiligenrode liegenden Anschlussstelle Kassel-Nord (173,3 m) der A 7 und nach Südsüdwesten auf der Dresdener Straße (B 7 und B 83) – über den Platz der Deutschen Einheit (Großer Kreisel; 137,2 m) – und auf der Nürnberger Straße (B 83) zur in Kassel-Waldau gelegenen Anschlussstelle Kassel-Waldau (ca. 140 m) der A 49.

## Geschichte
Die heutige B 251 führt durch die ehemalige Grafschaft Waldeck. Im Kurfürstentum Hessen wurde die 1831 als Straße dritter Klasse eingeordnete Straße als Waldecksche Straße bezeichnet.